# 維也納鎮區 (北卡羅萊納州福賽斯縣)
維也納鎮區（英語：Vienna Township）是位於美國北卡羅萊納州福賽斯縣的一個鎮區。

## 地方資料
維也納鎮區的面積為66.30平方千米，皆為陸地。根據2020年美國人口普查的數據，當地共有人口12080人，而人口密度為每平方千米182.2人。